# 廈門白姑魚
廈門白姑魚為輻鰭魚綱鱸形目鱸亞目石首魚科的其中一種，分布於印度西太平洋區，包括中國、台灣、印度、印尼、斯里蘭卡、巴基斯坦、阿曼等海域，棲息深度可達60公尺，體長可達40公分，棲息在沿海泥底質海域，可做為食用魚。
种名 amoyensis 意为“厦门的”。